# Masaki Inoue
Masaki Inoue (jap. 井上昌己 Inoue Masaki; ur. 25 lipca 1979 w Nagasaki) – japoński kolarz torowy, srebrny medalista olimpijski.

## Kariera
Największy sukces w karierze Masaki Inoue osiągnął w 2004 roku, kiedy wspólnie z Tomohiro Nagatsuką i Toshiakim Fushimi zdobył srebrny medal w sprincie drużynowym podczas igrzysk olimpijskich w Atenach. W zawodach tych Japończyków wyprzedzili jedynie Niemcy w składzie: Jens Fiedler, Stefan Nimke i René Wolff. Był to jedyny medal wywalczony przez Inoue na międzynarodowej imprezie tej rangi oraz jego jedyny start olimpijski. W tym samym roku wystartował na kolarskich mistrzostwach Azji w Yotsukaichishi, gdzie zwyciężył w wyścigu na 1 km. Toshiaki Fushimi nigdy nie zdobył medalu na torowych mistrzostwach świata.